# Luxé
Luxé is een gemeente in het Franse departement Charente (regio Nouvelle-Aquitaine) en telt 756 inwoners (1999). De plaats maakt deel uit van het arrondissement Confolens.

## Geografie
De oppervlakte van Luxé bedraagt 12,2 km², de bevolkingsdichtheid is 62,0 inwoners per km².

## Verkeer en vervoer
In de gemeente ligt spoorwegstation Luxé.
De onderstaande kaart toont de ligging van Luxé met de belangrijkste infrastructuur en aangrenzende gemeenten.

## Demografie
Onderstaande figuur toont het verloop van het inwonertal (bron: INSEE-tellingen).